# الجياني
الجياني هو أحمد بن محمد بن فرج، أبو عمر الجياني، أديب ومؤرخ أندلسي، من الشعراء والعلماء، ألف كتاب الحدائق للمستنصر الأموي الحكم بن عبد الرحمن وهو مختارات من شعر الأندلسيين، وله عدة مؤلفات منها: المنتزين والقائمين بالأندلس وأخبارهم، تم سجنه من قبل المستنصر لأمر نقمه عليه، ويقال بأنه مات في سجنه والذي له فيه أشعار كثيرة سنة 365هـ / 975م.